# 圣保古吕堂 (维罗纳)
圣保古吕堂（San Procolo）是一座小型罗马天主教教堂，位于意大利北部威尼托大区城市维罗纳市中心。该堂可追溯到早期教会时期，毗邻圣柴诺圣殿（Basilica di San Zeno）。

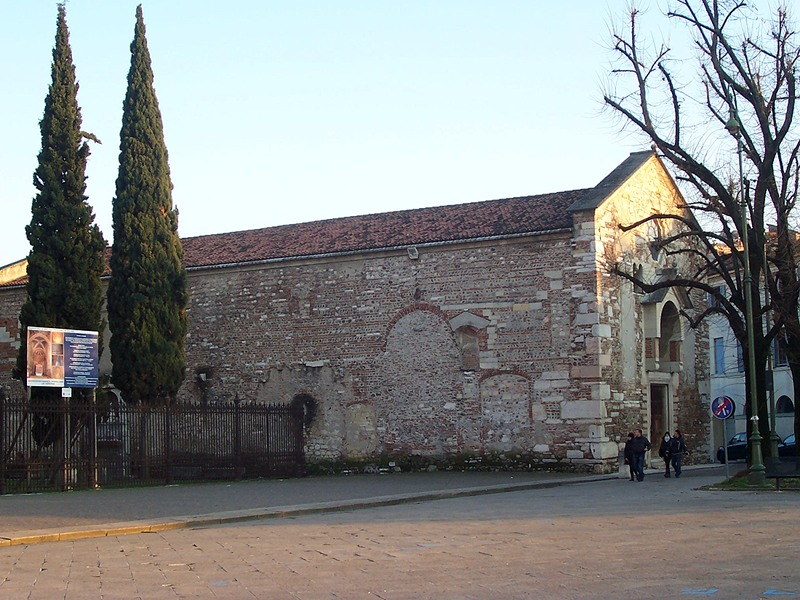
圣保古吕堂

## 历史
在5世纪或6世纪，古罗马墓地遗址上建起了一座小堂或教堂，就在维罗纳第四任主教圣保古吕（Saint Proculus，意大利语：San Procolo，310-330年）的坟墓上方。该堂自9世纪见于文献记载。作者指出，该堂在924年匈牙利入侵期间被烧毁。 
属于邻近的圣柴诺修道院的院长管辖。据古代文献记载，维罗纳第一任主教圣优伯比乌（Euprepio）、第二任主教克里奇诺（Cricino）和第三任主教阿加比奥（Agabio）或阿加皮托（Agapito）的遗体也葬在墓穴中。 也许连殉道者圣葛斯默和圣达弥盎也被认为被埋葬在这里。
我们今天看到的建筑是1117年维罗纳地震后，在12世纪外部重建，和16世纪内部重建的结果。在教堂内，有楼梯通向古老的墓穴
内部绘制有不同世纪的壁画，1750年的一份清单提到：小堂管风琴上方是乔瓦尼·安东尼奥·加利（Giovanni Antonio Galli）的画作《圣保古吕与天使》。他还为圣母小堂画了壁画，还有贝尔纳多·穆托尼（Bernardo Muttoni）的《耶稣降生》、贾科莫·洛卡泰利（Giacomo Locatelli）的《基督复活》和乔瓦尼·巴蒂斯塔·阿米加齐（Giovanni Battista Amigazzi）的《父神》。第二个小堂有乔瓦尼·巴蒂斯塔·卡齐亚尼（Giovanni Battista Canziani）的一幅油画《圣巴斯弟盎和罗格》，和彼得罗·保罗·卡皮（Pietro Paolo Carpi）的《圣母领报》。正门上方是乔瓦尼·巴蒂斯塔·兰扎尼（Giovanni Battista Lanzani）的《最后的晚餐》。祈祷室内有贾姆贝蒂诺·西尼亚罗利（Giambettino Cignaroli）的《斐理伯与雅各伯宗徒》。
内部包含乔治·安塞尔米（Giorgio Anselmi）和安东尼奥·巴迪莱（Antonio Badile）的作品《最后的晚餐》和《圣伯拉修（St. Blaise）治愈病人》。 